# Type XXIII-U-boot
De Type XXIII-U-boot was een Duitse U-boot, waarvan tussen 1944 en 1945 63 exemplaren van de geplande 961 zijn gebouwd. Type XXIII was, net als type XXI, ontworpen om geheel onder water te kunnen functioneren, in tegenstelling tot eerdere onderzeeërs, die enkel tijdelijk konden onderduiken, maar verder boven water functioneerden zoals een gewone boot.
In tegenstelling tot de boten van het type XXI was type XXIII bedoeld om te opereren in ondiep water zoals dat van de Noordzee, de Zwarte Zee en de Middellandse Zee, ter vervanging van het type II.

## Geschiedenis
Toen type XXI in 1942 werd ontworpen werd al meteen het plan geopperd om tegelijkertijd een nieuw type onderzeeboot voor kustwateren te ontwikkelen, gebaseerd op hetzelfde ontwerp. Admiraal Karl Dönitz had twee aanvullende eisen: vanwege de inzet in de Zwarte Zee en de Middellandse Zee moest de boot per spoor vervoerd kunnen worden, en hij moest gebruik maken van de standaard torpedo's van 53,3 cm. De levering van type XXIII had een hoge prioriteit. Hellmuth Walter ontwierp type XXIII met zo veel mogelijk gebruikmaking van componenten van type XXI. Net als het laatstgenoemde type werden de boten van type XXIII in secties gefabriceerd, die naderhand op de scheepswerf aan elkaar gelast werden. Uiteindelijk zijn de meeste exemplaren gebouwd door de Germaniawerf in Kiel en de Deutsche Werft in Hamburg. Van de 280 bestelde boten zijn er 61 bij de Kriegsmarine in dienst gesteld; hiervan hebben slechts zes een oorlogsmissie uitgevoerd.

## Kenmerken
Als eerste duikboot ter wereld had het type XXIII een uit een stuk gelaste enkele boeg. De bekleding ervan was volledig gestroomlijnd, met een kleine commandotoren en een omhulling van de geluiddemper van de uitlaat van de dieselmotoren. De boot werd aangedreven met een enkele driebladige schroef.
Voor het transporteren van de boot per spoor werd deze in vier secties opgebroken en werd de toren verwijderd. Vanwege de korte lengte konden slechts twee torpedobuizen worden geplaatst, zonder mogelijkheid tot herladen. De torpedo's werden vanaf een ponton in de torpedobuizen geladen. Om dat te vereenvoudigen werd de ballast van de U-boot zo ver naar achteren verplaatst dat de torpedobuizen boven de waterlijn kwamen.
Het ontwerp voldeed uitstekend voor wat betreft vaareigenschappen. Zowel aan de oppervlakte als onder water was de boot goed wendbaar, terwijl de maximumsnelheid van 9 knopen aan de oppervlakte en 12,5 knopen onder water hoog was. Het bleek mogelijk om tijdens het snorkelen te varen met een snelheid van 10,5 knopen.